# Atakunmosa East
Atakunmosa East es una localidad del estado de Osun, en Nigeria, con una población estimada en marzo de 2016 de 104 800 habitantes.
Se encuentra ubicada al suroeste del país, cerca de la ciudad de Lagos y de la costa del golfo de Guinea.